# Schlemme (Volme)
Die Schlemme ist ein knapp viereinhalb Kilometer langer kleiner Talauebach des Grundgebirges im Märkischen Oberland, der auf dem Gebiet der Kleinstadt Halver verläuft. Sie ist ein westlicher und orografisch linker Zufluss der Volme im nordrhein-westfälischen Märkischen Kreis.

## Geographie

### Verlauf
Die Schlemme entspringt auf einer Höhe von etwa 403,5 m ü. NHN am Südrand der Hofschaft Oberherweg. Der junge Bach fließt zunächst in südöstlicher Richtung durch die Felder und Feuchtwiesen der Flur Im Lee und vereinigt sich dann nach etwa dreihundert Metern in der Flur Im Schmantsack mit einem zweiten, aus dem Westen kommenden Quellast.
Gleich danach wird die Schlemme von rechts durch den Bocklenberger Siepen gestärkt. Etwa 200 Meter südlich liegt dort die Hofschaft Collenberg. Sie fließt nun fast ostwärts durch die Flur Krautwiesen und läuft dann nördlich an zwei kleinen Fischteichen vorbei. Kurz vor der Hofschaft Im Wiebusch fließt ihr auf ihrer linken Seite der Grassiepen zu. Sie zieht danach am Südrand der Hofschaft an weiteren kleinen Teichen vorbei. Beim letzten Teich nähern sich ihr die Gleise der Schleifkottenbahn, welche die Schlemme auf ihren weiteren Weg bis zur Mündung begleiten wird. Südlich von dort liegt die gleichnamige Hofschaft.
Die Schlemme fließt nun ostwärts durch Waldgelände südlich am ehemaligen Kotten und heutigen Halver Ortsteil Grund vorbei und wird dann beim Ortsteil Herweger Schleifkotten zuerst von links von diesem her durch den Schmidtsiepen und gleich danach von der anderen Seite durch den Gülkessiepen gespeist. Sie läuft dann durch ein enges Tal am nördlichen Fuße des 370,4 m ü. NHN hohen Hülsberg entlang und nimmt von rechts den nach dem Berge benannten Siepen auf.
Der Bach zieht nun südlich an Ehringhausen vorbei, läuft dann teilweise durch Waldgelände durch die Flur Lange Wiese und danach bei der Hofschaft Dahlhausen in Richtung Südosten durch die Feuchtwiesen der Flur Hofwiesen. Die Schlemme unterquert nun die Gleisanlagen der Schleifkottenbahn und richtet dann ihren Kurs nach Nordosten aus. Südlich des größten Halver Ortsteils Oberbrügge fließt ihr von links und Westen her die Kleine Schlemme zu.
Schließlich mündet die Schlemme auf einer Höhe von circa 273 m ü. NHN im Süden von Oberbrügge linksseitig in die aus dem Süden heranziehende Volme.
Der 4,431 km lange Lauf der Schlemme endet ungefähr 130,5 Höhenmeter unterhalb ihrer Quelle, sie hat somit ein mittleres Sohlgefälle von etwa 29 ‰.

### Einzugsgebiet
Das 4,862 km² große Einzugsgebiet der Schlemme liegt im Märkischen Oberland und wird durch sie über die Volme, die Ruhr und den Rhein zur Nordsee entwässert.
Es grenzt reihum
- im Nordosten an das Einzugsgebiet des kleinen Vömmelbachs, der in die Volme mündet;
- im Südosten an das der Kierspe, die ebenfalls ein Zufluss der Volme ist;
- im Südwesten an das des Volme-Zuflusses Ennepe;
- im Westen an das des Bolsenbachs, der in die Ennepe mündet und
- im Nordwesten an das der Hälver, die wieder in die Volme mündet.

### Zuflüsse
- Bocklenberger Siepen (rechts), 0,4 km[4]
- Grassiepen (links), 0,3 km[4]
- Schmidtsiepen (links), 0,8 km[4]
- Gülkessiepen (rechts), 0,3 km[4]
- Hülsbergsiepen (rechts), 0,6 km[4]
- Kleine Schlemme (links), 1,7 km, 0,85 km², 22,11 l/s